# Wyżni Jagnięcy Karb
Wyżni Jagnięcy Karb (słow. Vyšný jahňací zárez) – przełęcz w słowackiej części Tatr Wysokich, położona w grani głównej Tatr. Znajduje się w Grani Townsona, południowo-zachodniej grani Jagnięcego Szczytu. Oddziela Wielki Jagnięcy Kopiniak na południowym zachodzie od głównego wierzchołka masywu Jagnięcego Szczytu na północnym wschodzie.
Po północno-zachodniej stronie przełęczy położone jest Bździochowe Korycisko będące odgałęzieniem Doliny Kołowej, a po południowo-wschodniej – Dolina Jagnięca, odnoga Doliny Zielonej Kieżmarskiej.
Przez Wyżni Jagnięcy Karb wiedzie żółto znakowany szlak turystyczny ze schroniska nad Zielonym Stawem Kieżmarskim przez Dolinę Jagnięcą na Jagnięcy Szczyt. Ścieżka prowadzi z Doliny Jagnięcej na Kołowy Przechód i dalej na Wyżni Kołowy Przechód oraz Niżni i Wyżni Jagnięcy Karb, omijając wierzchołki w grani po stronie Bździochowego Koryciska. Łatwe dla taterników drogi wiodą na przełęcz także od strony Kołowego Stawu w Dolinie Kołowej oraz z Wyżniego Jagnięcego Przechodu w Jagnięcej Grani.

## Szlaki turystyczne
– żółty szlak turystyczny o umiarkowanej trudności (kilka miejsc eksponowanych – ubezpieczenia łańcuchami) ze schroniska nad Zielonym Stawem Kieżmarskim na Jagnięcy Szczyt. Czas przejścia: 2:15 h, ↓ 1:35 h